# Донна Бейжа

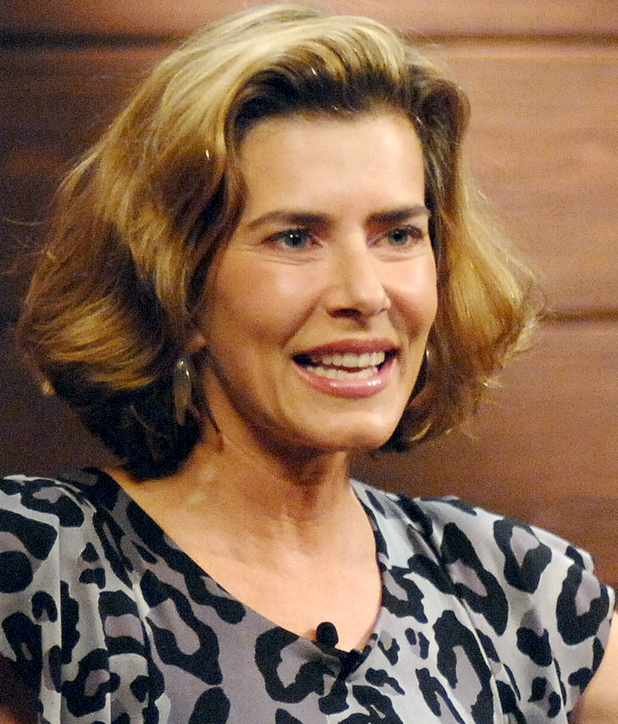
Майте Проенса — дона Бейжа

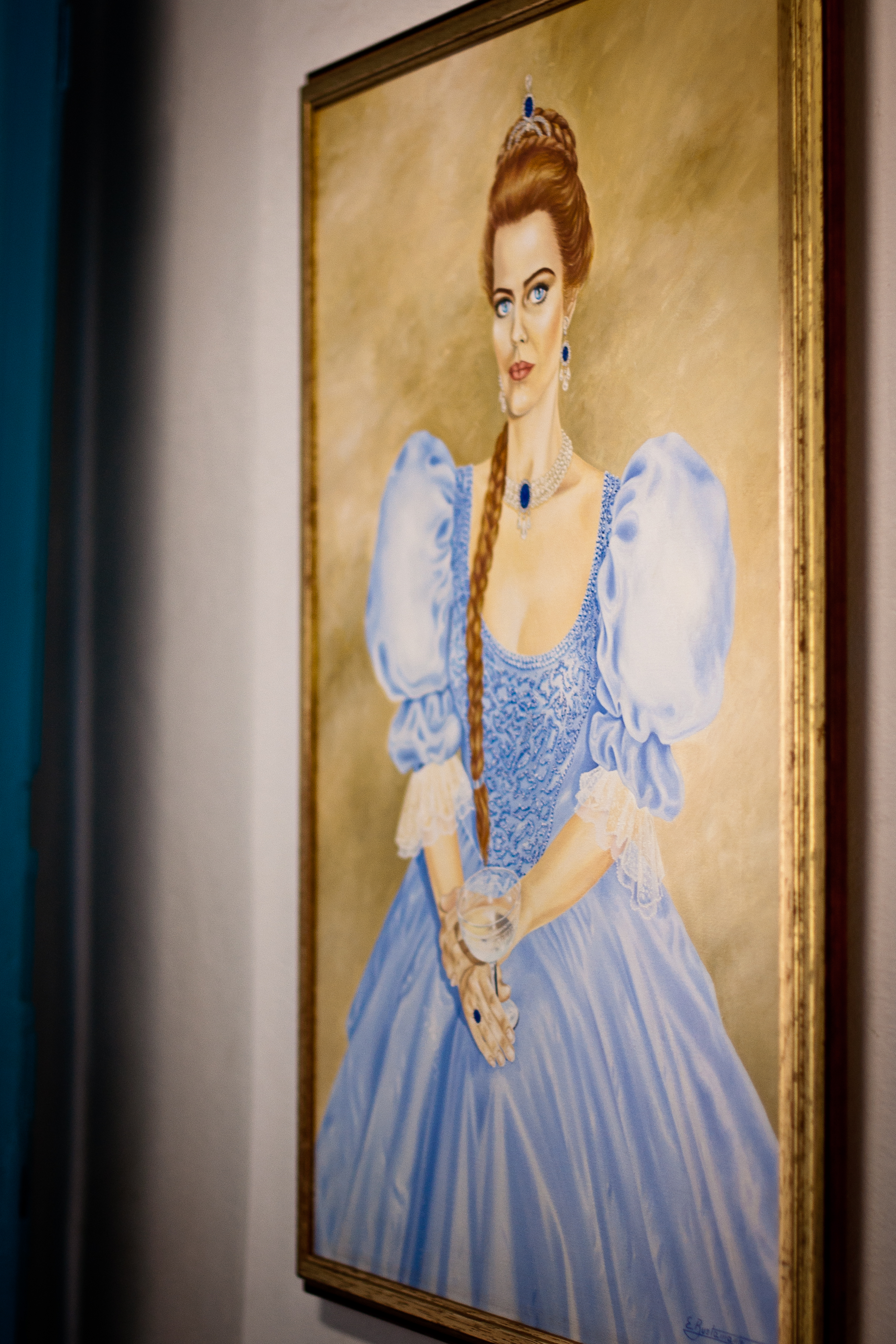
Портрет дони Бежі, що послужила прототипом головної героїні

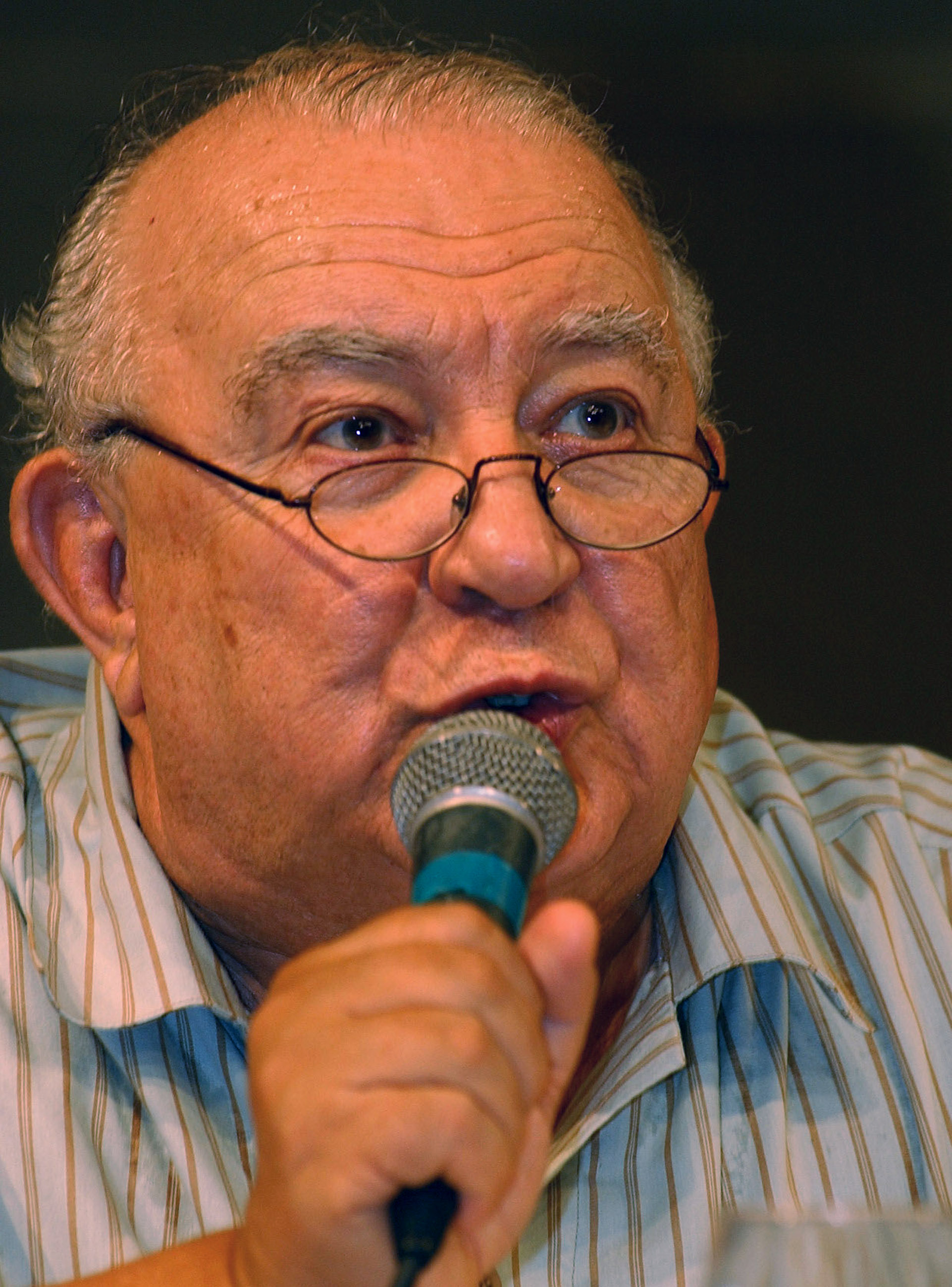
Сержіу Мамберті — полковник Еліаш Фелізарду

До(н)на Бейжа, порт. Dona Beija, буквально «пані Поцілунок» — бразильський телесеріал (89 серій), заснований на історичних подіях. Створений телеканалом pt:Rede Manchete (нині не існує) в 1986 р. за сценарієм Вілсона Агіара Філью (pt:Wilson Aguiar Filho) режисером Ервалом Россану (pt:Herval Rossano) на музику композитора Вагнера Тізу (pt:Wagner Tiso). Демонструвався вперше з 7 квітня по 11 липня 1986 р., потім повторно в 1988 і в 1992-1993 (в останньому випадку додатково зняли нові серії, яких всього стало 102).
Пізніше серіал був показаний також каналом pt:SBT з 6 квітня по 4 липня 2009 року. Серіал був перекладений й іншими мовами — зокрема, він з великим успіхом демонструвався в Україні на каналі УТ-1 з українським дубляжем.
А пізніше і приватними телеканалами Росії.

## Сюжет
В основі серіалу — справжня історія енергійної і незалежної куртизанки по імені Ана Жасінта ді Сан-Жозе (pt:Dona Beja), родом з шахтарського містечка в провінції Араша, яка жила в XVIII ст. і здобула популярність під прізвиськом «дона Бежа» (у фільмі використано сучасну вимову «Бейжа»), що буквально означає «поцілунок».
Закохана в Антонью Сампайю, чоловіка з консервативної патріархальної сім'ї, Бейжа стає жертвою хтивого Моти, королівського намісника, який приїхав з візитом у Араша. Бейжа стає свідком смерті свого діда, після чого Мота викрадає її і робить наложницею у своєму багатому маєтку в селі Паракату. Щоб помститися йому, поки він далеко, Бейжа спить з іншими чоловіками в обмін на коштовності. Після того, як імператор викликає Моту на службу при дворі, той відпускає обридлу Бейжу, яка до того часу накопичила чимало багатств, і та повертається в Араша, щоб зустріти свого коханого, Антонью.
Однак той вже залишив надії знову побачити Бейжу. Він одружився з молодою дівчиною Аніньєю. Знехтувана Антонью, Бейжа клянеться не любити нікого іншого і засновує готель (фактично — розкішний бордель) «Жатоба», чим шокує консервативні сімейства своєї провінції. Її головна мета полягає в тому, щоб якомога болючіше вразити Антонью.
Готель процвітає, Бейжа стає впливовою особою, заручається з доном Жуаном Карнейру з Мендонси, але все ніяк не може забути свого коханого Антонью. Зрештою, змучена ревнощами, вона наймає раба Рамуша, щоб той убив Антонью, потім кається і намагається зупинити його, але злочин здійснюється. Вона потрапляє під суд, але завдяки свідченням Рамуша її виправдовують. Розкаявшись, вона залишає Арашу і починає вести чесне життя.

## В ролях
- Майте Проенса — Дона Бейжа
- Грасінду Жуніор — Антоніо Сампайо
- Біа Зейдль — Ана Фелізардо Сампайо / Анінья
- Сержіу Брітту — Падре Аранья
- Марія Фернанда — Сесілія Сампайо
- Абрахан Фарк — полковник Пауло Сампайо
- Майяра Магрі — Марія Сампайо
- Арлете Салліш — Женовева Фелізардо
- Сержіу Мамберті — полковник Еліаш Фелізардо

## Український дубляж
Переклад та озвучання українською мовою здійснив Головний технічний центр Українського телебачення. Телесеріал був показаний на телеканалі УТ-1 27 жовтня 1994 року до 24 лютого 1995 року. 
- Переклад: Ж. Бондарчук; В. Гримич; Ю. Лісняк; М. Тупайл
- Режисер дубляжу: Борис Небієридзе
- Асистент режисера: І. Іващенко
- Звукорежисер: Наталя Домбругова
- Ролі озвучували: Олена Бліннікова (голос Дони Бейжи), Борис Вознюк, Віталій Дорошенко, Георгій Дворніков, Ірина Мельник, Владислав Пупков, Лесь Сердюк, Алла Усенко, Анатолій Юрченко.
- Відеоінженери: О. Абрахімова; М. Залеський; Г. Зінченко; О. Костромін; А. Кравченко; А. Яковлєв; В. Ісаєв
- Редактор: О. Гапоненко